# Slowakische Badmintonmeisterschaft 2004
Die Slowakische Badmintonmeisterschaft 2004 war die zwölfte Auflage der Titelkämpfe im Badminton in der Slowakei. Sie fand vom 8. bis zum 9. Mai 2004 in Bratislava statt. 

## Medaillengewinner
| Disziplin    | Gold                                                           | Silber                                                                       | Bronze                                                                         |
| ------------ | -------------------------------------------------------------- | ---------------------------------------------------------------------------- | ------------------------------------------------------------------------------ |
| Herreneinzel | Marián Šulko (Spoje Bratislava)                                | Lukáš Klačanský (CEVA Trenčín)                                               | Ladislav Tomčko (BK ATU Košice)                                                |
| Herreneinzel | Marián Šulko (Spoje Bratislava)                                | Lukáš Klačanský (CEVA Trenčín)                                               | Ján Fiľ (Lokomotíva Košice)                                                    |
| Dameneinzel  | Kvetoslava Orlovská (BC Prešov)                                | Gabriela Zabavníková (Lokomotíva Košice)                                     | Eva Sládeková (CEVA Trenčín)                                                   |
| Dameneinzel  | Kvetoslava Orlovská (BC Prešov)                                | Gabriela Zabavníková (Lokomotíva Košice)                                     | Zuzana Orlovská (BC Prešov)                                                    |
| Herrendoppel | Pavel Mečár (Slávia ŽU Žilina) Marián Šulko (Spoje Bratislava) | Ján Fiľ (Lokomotíva Košice) Michal Matejka (M-Šport Trenčín)                 | Róbert Eliaš (BC Prešov) Ladislav Tomčko (ATU Košice)                          |
| Herrendoppel | Pavel Mečár (Slávia ŽU Žilina) Marián Šulko (Spoje Bratislava) | Ján Fiľ (Lokomotíva Košice) Michal Matejka (M-Šport Trenčín)                 | Marián Smrek (BC Prešov) Vladimír Závada (BC Prešov)                           |
| Damendoppel  | Barbora Bobrovská (BK ATU Košice) Eva Sládeková (CEVA Trenčín) | Júlia Turzáková (Lokomotíva Košice) Gabriela Zabavníková (Lokomotíva Košice) | Kvetoslava Orlovská (BC Prešov) Zuzana Orlovská (BC Prešov)                    |
| Damendoppel  | Barbora Bobrovská (BK ATU Košice) Eva Sládeková (CEVA Trenčín) | Júlia Turzáková (Lokomotíva Košice) Gabriela Zabavníková (Lokomotíva Košice) | Radka Cibáková (Lokomotíva Košice) Gabriela Štefániková (Družstevník Klenovec) |
| Mixed        | Pavel Mečár (Slávia ŽU Žilina) Barbora Bobrovská (ATU Košice)  | Michal Matejka (M-Šport Trenčín) Gabriela Zabavníková (Lokomotíva Košice)    | Marián Šulko (Spoje Bratislava) Eva Sládeková (CEVA Trenčín)                   |
| Mixed        | Pavel Mečár (Slávia ŽU Žilina) Barbora Bobrovská (ATU Košice)  | Michal Matejka (M-Šport Trenčín) Gabriela Zabavníková (Lokomotíva Košice)    | Róbert Eliaš (BC Prešov) Kvetoslava Orlovská (BC Prešov)                       |